# Paul Prakash Saginala
Paul Prakash Saginala (ur. 28 listopada 1960 w Badvel) – indyjski duchowny rzymskokatolicki, biskup Cuddapah od 2025.

## Życiorys
Święcenia kapłańskie przyjął 27 kwietnia 1987 roku i został inkardynowany do diecezji Cuddapah.

### Episkopat
8 marca 2025 papież Franciszek mianował go biskupem diecezji Cuddapah. Sakry udzielił mu 9 kwietnia 2025 kardynał Anthony Poola.